# التنف (قاعدة أمريكية)
التنف هي قاعدة عسكرية للتحالف الدولي الذي تقوده الولايات المتحدة والذي أنشئ في عام 2014 بهدف معلن هو مواجهة الدولة الإسلامية في العراق والشام (داعش). وهي تقع على بعد 24 كم من الغرب من معبر التنف الحدودي السوري المقابل لمنفذ الوليد الحدودي العراقي، عند المثلث الحدودي السوري العراقي الأردني، في محافظة حمص. وأفيد بأن المركز العسكري قد أنشئ في أوائل عام 2016 لتدريب مقاتلين مناهضين للحكومة («المعارضة السورية المدعومة من التحالف»).

## تاريخ
في مايو 2015، استولى مقاتلو الدولة الإسلامية في العراق والشام (داعش) على نقطة التفتيش الحدودية في التنف، وبذلك حصلوا على السيطرة على طول الحدود العراقية السورية بالكامل. وفي أوائل أغسطس 2016 ، استعادت قوات القبائل العراقية الموالية للحكومة بدعم من القوات التي تقودها الولايات المتحدة حاجز الوليد على الجانب العراقي من الحدود. وفي أغسطس 2016 ، نشرت بي بي سي صورا التقطت في يونيو من ذلك العام، وقالت إنها أظهرت أن جنود القوات الخاصة البريطانية يحرسون على ما يبدو محيط قاعدة جيش سوريا الجديد في التنف في محافظة حمص بسوريا.
وفي مارس 2017، أعاد متمردو مغاوير الثورة الذي تدعمه الولايات المتحدة فتح المعبر الحدودي، واستئناف حركة المرور المدنية عبر الحدود ؛ مجموعة يشار إليها باسم جيش العشائر العراقي يقال إنها تسيطر على الجانب العراقي من المعبر. في أبريل 2017، ورد أن مخفر «القوات الخاصة» الأمريكية في التنف قد شارك في القتال. في 18 مايو 2017 ، أصابت مقاتلات التحالف بقيادة الولايات المتحدة قافلة من قوات الحكومة الموالية لسورية تتقدم نحو قاعدة التنف، حيث تم تشغيل وتدريب المتمردين المناهضين للحكومة من قبل الجيش الأمريكي. بعد ذلك بقليل، أفادت التقارير أن القوات السورية تواصل تقدمها في اتجاه يشير إلى أن نيتهم يمكن أن يكون التغلب على وعزل القاعدة الأمريكية/المتمردة في التنف؛ يبدو أن القوات الحكومية استخدمت أسلحة متطورة تصنع في روسيا وكانت مدعومة من طائرات هليكوبتر روسية، وهو تقرير أقرته وسائل الإعلام الروسية في 26 مايو.
في 17 يونيو 2017 ، أعلن الجيش العراقي أن الجيش العراقي والمقاتلين القبليين السنيين، بدعم من طائرات التحالف التي تقودها الولايات المتحدة، قد طردوا داعش من معبر الوليد الحدودي.
في سبتمبر 2017 ، ذكرت وسائل الإعلام الروسية المملوكة للحكومة، مع الإشارة إلى مصادر عسكرية / دبلوماسية غير معروفة، أن الولايات المتحدة عبرت عن رغبتها في مغادرة التنف، لكنها لم تذكر متى.
في تشرين الأول عام 2021، استهدفت خمس طائرات مسيرة قاعدة التنف الأميركية، في هجوم وصفه مسؤولون أميركيون وإسرائيليون بأنه هجوم دبرته إيران رداً على الغارات الإسرائيلية على سوريا، حسبما نقلت صحيفة "نيويورك تايمز"
في 2023 كانون الثاني أعلنت ميليشيا عراقية مسلحة، تطلق على نفسها اسم "تشكيل الوارثين" وتتبع لـ"المقاومة الإسلامية في العراق"، مسؤوليتها عن الهجوم على قاعدة التنف جنوب شرقي سوريا، يوم الجمعة الماضي.
وقال بيان نشرته الميليشيا إنها "تتبنى عملية استهداف قاعدة التنف في البادية السورية"، مشيرة إلى أن الجيش الأميركي يتخذ القاعدة "مركزاً له ولإدارة أعماله داخل العراق".وأضاف البيان أنه "لا يستطيع أحد إيقاف عملياتنا أبداً، حذرنا كثيراً من التهاون والركوع أمام الاحتلال الأميركي في المنطقة، ومن لم يسمع لحرف صوتنا المطالب بإخراج المحتل سيركع أمام رصاص بنادقنا".
وحذّرت الميليشيا المسلحة من أن "دماء القادة ستكون نبراس طريقنا، ونحن نعيش ذكرى ألم رحيلهم".
وقالت القيادة المركزية الأميركية بعد هجوم تشكيل الوارثين في سنه2023 ، في بيان، إن طائرتين مسيرتين أُسقطتا بينما، أصابت المسيرة الثالثة قاعدة "التنف"، مما أدى إلى جرح اثنين "من أفراد القوة الشريكة في الجيش السوري الحر".
وأوضح البيان أن الهجمات لم تتسبب بوقوع إصابات بين الجنود الأميركيين.
وأكد المتحدث باسم القيادة المركزية الأميركية، جو بوتشينو، أن "الهجمات من هذا النوع غير مقبولة - فهي تعرض قواتنا وشركائنا للخطر وتعرض الحرب ضد (تنظيم الدولة) داعش للخطر".